# Spionida
Spionida zijn een orde van borstelwormen uit de onderklasse van de Canalipalpata.

## Taxonomie
De volgende onderorde wordt bij de orde ingedeeld:
- Spioniformia